# Jarrones trípodes de Costa Rica

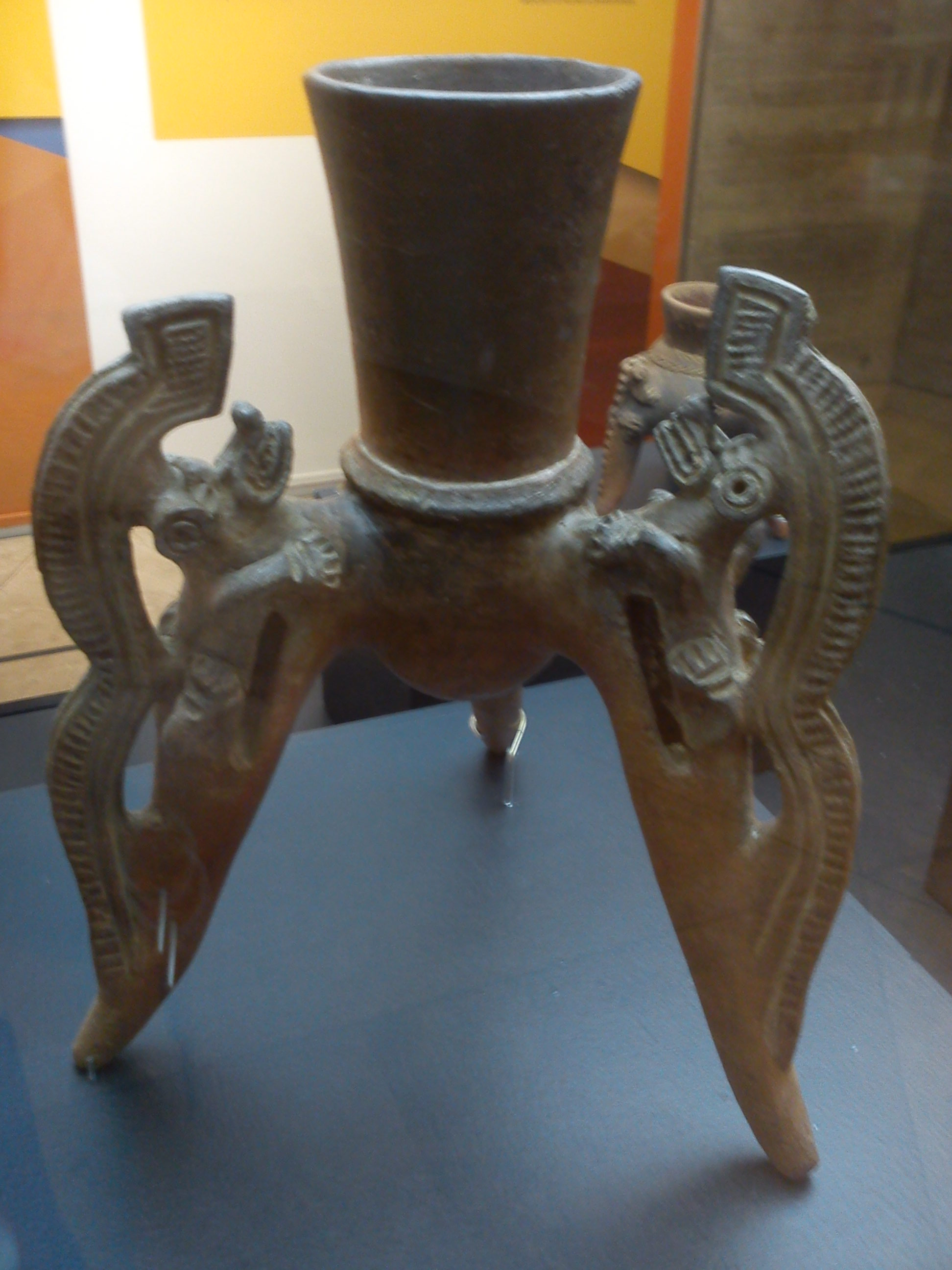
Trípode África proveniente del Caribe Central de Costa Rica, fase La Selva, 300 a 800 d. C. Se destaca el rico ornamento en forma de saurio con cresta estilizada. El lagarto fue símbolo de la muerte para los antiguos pobladores precolombinos del Caribe costarricense.

Los jarrones trípodes de Costa Rica son piezas arqueológicas de arcilla que constituyen una manifestación cultural perteneciente a los pueblos precolombinos que habitaron el Caribe Central de Costa Rica entre el 300 a. C. hasta el 800 d. C. Los trípodes son recipientes de cerámica que, en forma general, presentan una base globular o de forma ovoidal, con un cuello que puede ser alto o bajo, a modo de copa o corona, y se caracterizan por presentar tres soportes, generalmente adornados con algún motivo en forma de animal o humano.
El uso de estos jarrones fue exclusivamente ceremonial, pues se utilizaron principalmente en rituales funerarios, y son objetos frecuentemente encontrados en los enterramientos en diversos sitios arqueológicos localizados especialmente en la región del Caribe Central, y en menor medida, en el Valle Central de Costa Rica. Se les considera un arte funerario único y distintivo de los pueblos aborígenes prehispánicos que habitaron la región atlántica del país. De acuerdo a algunas características específicas y la fase cultural en que se utilizaron, se les clasifica en dos tipos: trípodes Ticabán y trípodes África.

## Contexto histórico-arqueológico
Arqueológicamente, para el Caribe Central de Costa Rica (Guápiles, Guácimo, Pocora, Siquirres) se han definido cuatro fases culturales, pero solamente en dos de ellas se manufacturaron y utilizaron jarrones trípodes: la fase El Bosque comprende el espacio temporal entre 300 a. C. y 300 d. C., mientras que la fase La Selva abarca desde 300 d. C. hasta 800 d. C. Los jarrones pertenecientes a cada una de estas fases varían en su forma, diseños y en los tipos de enterramientos en que fueron utilizados, aunque evidencian la continuidad de su uso en la práctica ritual funeraria. Los trípodes denominados Ticabán corresponden a la fase El Bosque, y los trípodes llamados África, a la fase La Selva. Cada uno de estos periodos engloba a un grupo con una organización social, política y económica particular, diferencias que también se notan en los diseños de los jarrones.

### Fase El Bosque (300 a.C. a 300 d.C.)

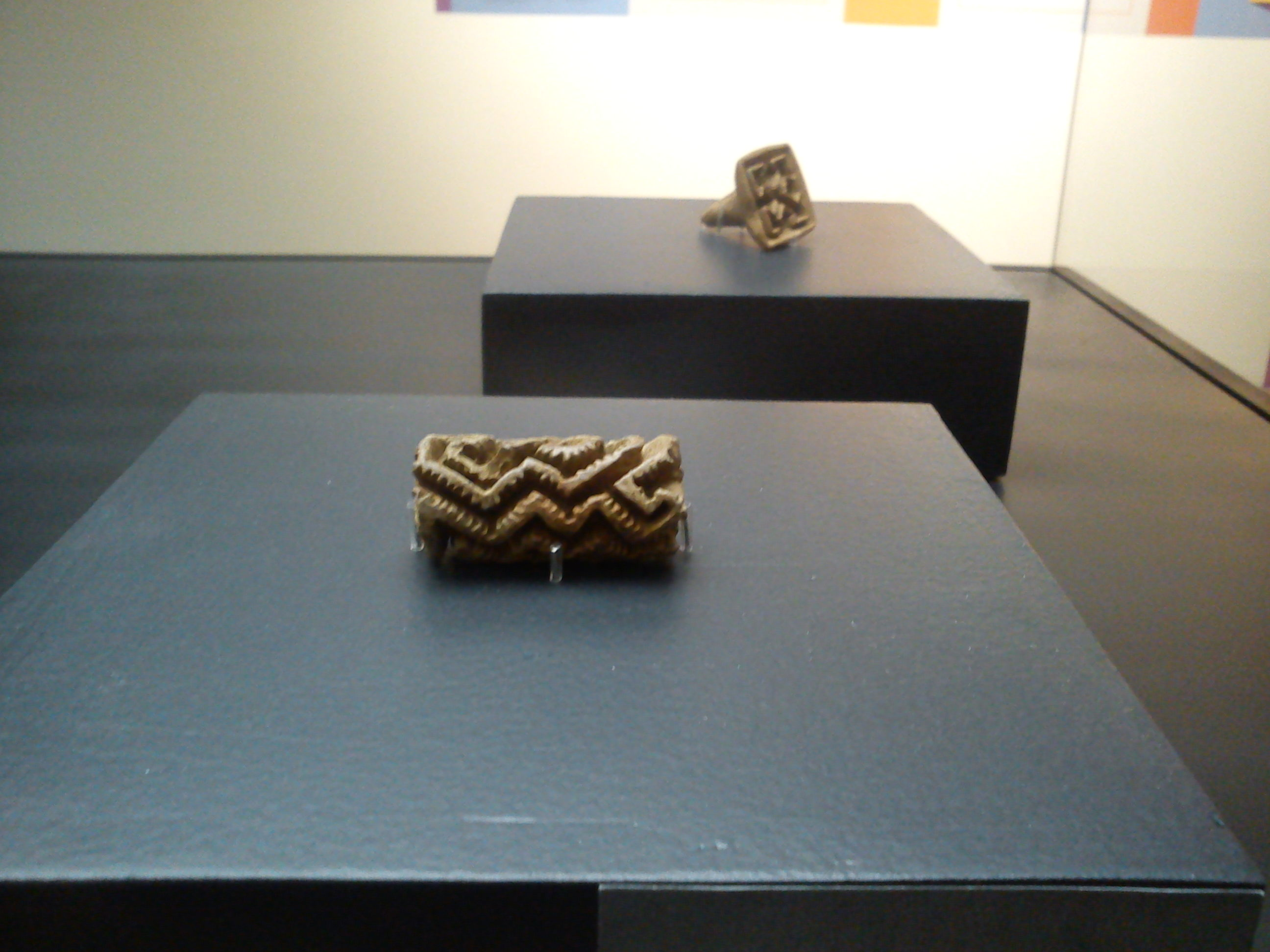
Sellos cerámicos precolombinos de la región del Caribe Central (provincia de Limón) de Costa Rica. Fase El Bosque, 300 a. C. a 300 d. C. Se utilizaron para realizar decoraciones corporales.

La fase El Bosque se caracteriza por la conformación de los primeros cacicazgos, organización social caracterizada por la existencia de funciones diferenciadas establecidas en rangos, formando una sociedad jerarquizada. Se distingue, desde el punto de vista arqueológico, por la conformación de aldeas con una mayor concentración de población, existiendo una diferenciación social que se refleja en las ofrendas funerarias de los enterramientos, con una organización ritual y religiosa manifestada en los diseños de la cultura material.
Durante esta fase se da una mayor ocupación del territorio con respecto a periodos cronológicos previos. Se establece una fuerte base agrícola que se evidencia por la documentación de abundante material cerámico y lítico. Se ha documentado la existencia de espacios dedicados a áreas de vivienda, generalmente estructuras habitacionales de forma rectangular, delimitadas por piedras de río. Estas viviendas presentaban divisiones internas hechas con piedras colocadas en hilera, con paredes de cañas y techo de palma. En algunas de estas viviendas se han documentado patios empedrados. La fase El Bosque también se caracteriza por la localización de cementerios fuera de las áreas habitacionales, en los cuales se hallan abundantes ofrendas rituales, aunque también se han encontrado núcleos familiares caracterizados por pequeñas viviendas con tumbas excavadas en el subsuelo, en las cuales no se han encontrado ofrendas funerarias, lo que demuestra la existencia de una jerarquía social.
La actividad ritual de la fase El Bosque se caracteriza por gran variedad de objetos, entre los cuales destacan recipientes cerámicos, sonajeros, pipas, maracas y sellos cerámicos, que eran usados para decoración corporal. Los objetos rituales eran elaborados por artesanos especialistas, dentro de los cuales estuvieron los ceramistas que produjeron los trípodes Ticabán, característicos de este periodo.
En lo que se refiere a los entierros, las áreas de los sitios arqueológicos de la fase El Bosque presentan zonas funerarias de entre dos y diez hectáreas, con tumbas de formas rectangulares o de corredor, ovaladas y semicirculares. Las tumbas están delimitadas por piedras de ríos en corredores de 12 m de largo, con enterramientos contiguos. En el caso del sitio Severo Ledesma en Guácimo, existen corredores vacíos que separan grupos de entierros, lo que denota la separación de diferentes linajes o grupos familiares. En el sitio Canadá, ubicado en el Valle de Turrialba, se pueden observar tumbas ovaladas junto a enterramientos rectangulares tipo corredor, dentro de las cuales se encontró gran cantidad de cerámica y objetos de piedra utilizados para labores agrícolas.

### Fase La Selva (300-800 d.C.)

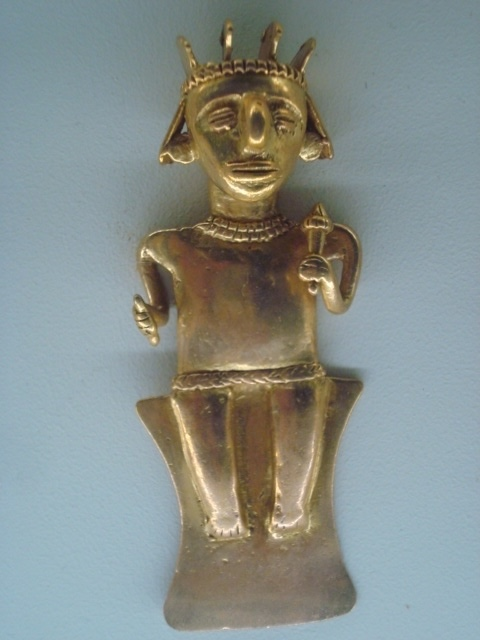
Colgante de oro tipo Quimbaya. Subregión Caribe de Costa Rica, 300-700 d. C.

Durante la fase La Selva, se da una consolidación del proceso de diferenciación social iniciado en la fase El Bosque. Las aldeas se hacen más extensas y complejas en lo arquitectónico, de varias hectáreas de extensión, con un uso intensivo de la piedra como material de construcción. Se establecen dentro de las aldeas espacios dedicados para las actividades públicas y ceremoniales y los cementerios se separan totalmente del área habitacional. En la producción material, se destacan los artesanos especializados en la cerámica y el trabajo de la escultura en piedra.
Es durante esta fase que llegan los primeros objetos de oro procedentes del noroeste de la actual Colombia, resultado de relaciones políticas y económicas entre esta región y el Caribe Central de Costa Rica, consolidando a algunas comunidades que tenían acceso a estos bienes con respecto a otras aldeas de la región. Junto a los objetos de oro, la cerámica se destaca como la principal ofrenda funeraria, incluyendo los trípodes África.
Los enterramientos durante la fase La Selva son de varios tipos, utilizando espacios de tipo corredor, fosas circulares delimitadas por cantos rodados, fosas sin delimitación de estructuras y de formar rectangular, conformadas por piedras de río. En el sitio arqueológico La Montaña, se documentaron fosas individuales en las que el cuerpo se colocaba de manera extendida, con jarrones África colocados cerca del cuerpo. En el sitio Polideportivo B, las ofrendas funerarias se colocaron boca arriba, mientras que en el sitio La Sonia, ambos en el Caribe Central, se colocaron boca abajo. En general, los trípodes aparecen en las fosas, sobre las fosas o en las áreas cercanas al enterramiento. A veces se colocaban capas de piedras de diversos tamaños y de arena sobre el lugar donde se depositaba el cuerpo, y el jarrón era depositado en estas capas superiores, pero en otras ocasiones los jarrones eran depositados junto con el cuerpo, aunque en ambas ocasiones, siempre fragmentados por razones ceremoniales.

## Tipos de cerámica

### Trípodes Ticabán

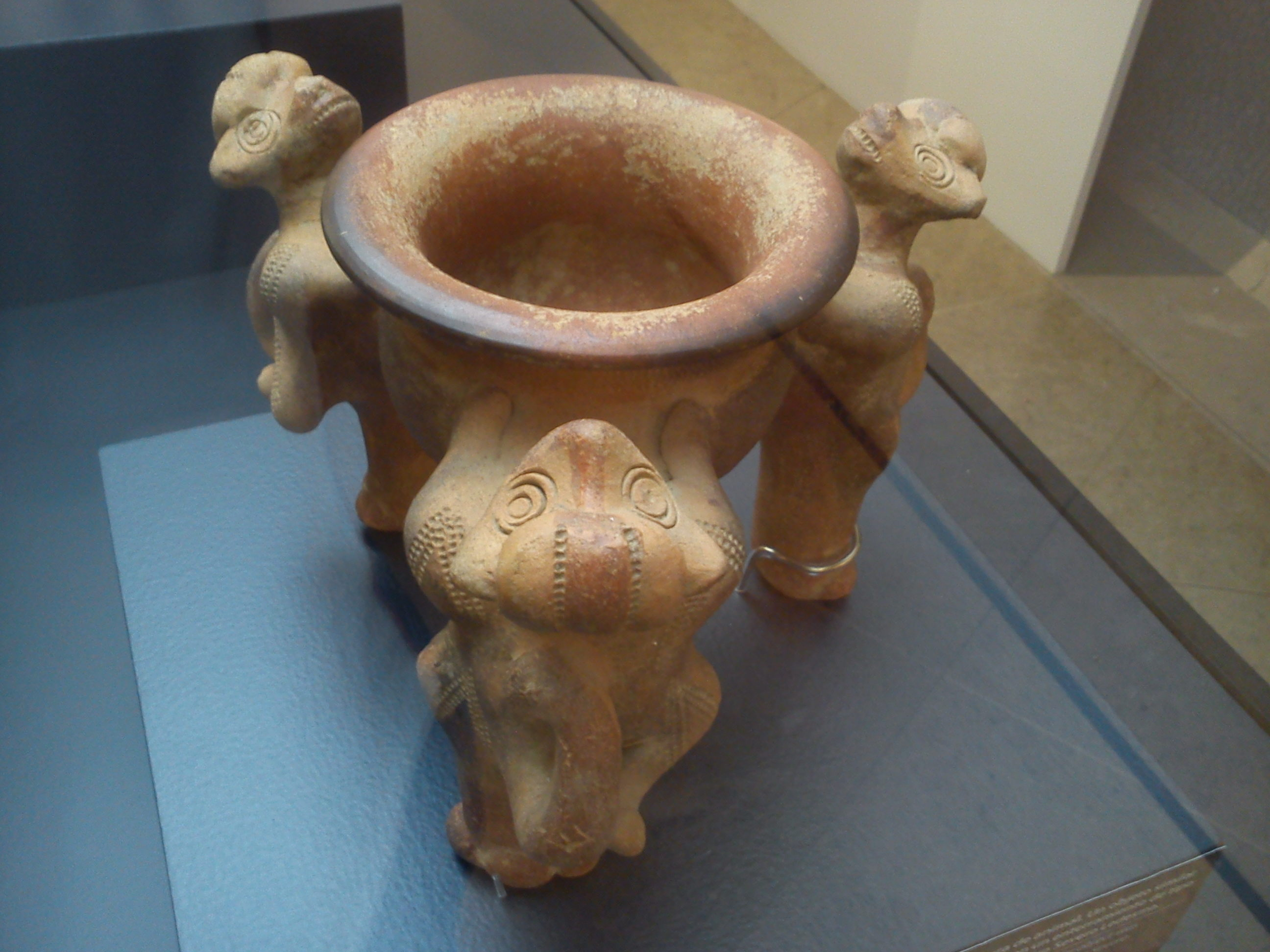
Jarrón trípode Ticabán, del Caribe Central de Costa Rica. Fase El Bosque, 300 a. C. a 300 d. C. Presenta ornamentos con temática de animales.

Los trípodes Ticabán manufacturados durante la fase El Bosque (300 a. C.-300 d. C.) se caracterizan por ser jarrones gruesos con soportes altos y sólidos, que generalmente presentan en sus soportes alguna decoración con forma de animal o de rostro humano. Los soportes pueden ser huecos y altos, pero también los hay pequeños y en forma de elipse. Las decoraciones por lo general fueron modeladas aparte y adheridas posteriormente al soporte, pero en algunas ocasiones la misma figura modelada hace las veces de soporte. La cerámica es de tipo bicroma, generalmente en color rojo pulido, presente en los bordes del recipiente y en su interior, mientras que el cuello del jarrón y las decoraciones son del color de la arcilla. El cuello puede presentar decoraciones de estampados con ruleta dentada, hechas con el borde de una concha, estampados con objetos de dejan formas circulares, adiciones de tiras de arcilla y diseños lineales de pintura morada.
Los jarrones tipo Ticabán generalmente formaban parte del ritual funerario que caracterizó a la fase El Bosque, y se depositaban en la parte superior del enterramiento junto con otros objetos de cerámica y metates partidos, hachas y manos de moler, así como gran cantidad de guijarros y piedras de río, formando una capa encima de la fosa donde se colocaba el cuerpo del difunto, que iba acompañado por ofrendas de otro tipo, por ejemplo, piezas de jade.

### Trípodes África

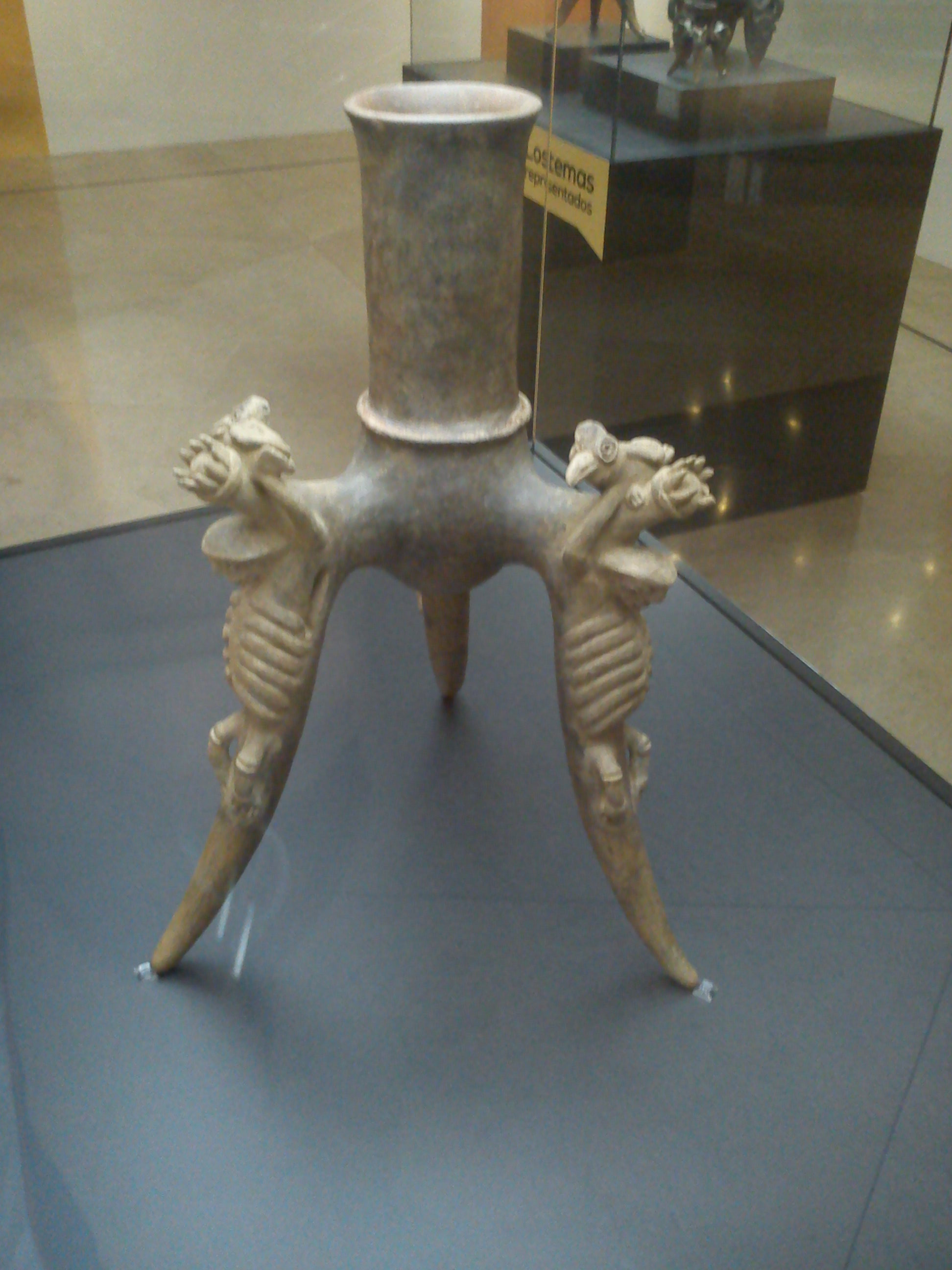
Trípode África del Caribe Central de Costa Rica, fase La Selva, 300 a 800 d. C. Aves carroñeras rematan en la parte superior de los soportes sobre los que yacen esqueletos humanos. El motivo de la muerte es característico en los trípodes África.

Los trípodes África son característicos de la fase La Selva (300-800 d. C.), y se diferencian de los trípodes Ticabán en que son más estilizados, sus copas son más pequeñas, además de que su cuello es comúnmente más alto y estrecho, lo que les da forma de florero. Están pintados con pigmentos de tonalidad gris café o rojo café, presentan soportes huecos con el extremo inferior curvado hacia afuera. Estos soportes presentan esferas de arcilla en su interior, lo que les permite funcionar como sonajeros.
Presentan decoraciones modeladas en forma humana o animal ubicadas en la unión entre el soporte y el cuerpo del jarrón, que se proyectan hacia arriba sin tocar el cuerpo de la copa. Se puede observar pintura blanca decorando las zonas no pulidas o alrededor de los adornos, así como tiras de arcilla sobre la unión entre la base globular y el cuello de la vasija. El cuello presenta impresiones, pequeñas esferas y líneas incisas.
Los jarrones África se usaron como ofrenda funeraria en la fase La Selva, comúnmente fragmentados de forma intencional. A diferencia de los jarrones Ticabán, los África presentan marcas de hollín, lo que sugiere que fueron utilizados para quemar o calentar alguna sustancia orgánica. Se ha postulado que se utilizaron para consumir chocolate y chicha tanto en el Valle Central como en el Caribe Central.
En los enterramientos, los trípodes África aparecen dentro de las fosas, sobre ellas o en áreas cercanas al sitio del entierro, a veces cerca del cuerpo y generalmente fragmentados intencionalmente. Se han encontrado trípodes África en sitios arqueológicos como La Montaña, Polideportivo B y La Fuente. Este último, ubicado en Guápiles de Pococí, posee un cementerio de 3800 m², con un lapso temporal entre el 400 y el 600 d. C., entre ambas fases, se caracterizó por el hallazgo de fosas de 2 x 1 m, conteniendo tanto metates como trípodes fragmentados, además de hachas acinturadas, rellenando la fosa con cerámica y objetos de piedra. Los jarrones fragmentados se utilizaron a modo de tapa sobre otros tipos de cerámica como vasijas globulares.

## Uso en los rituales funerarios
Los jarrones trípodes son un elemento constante en el ritual funerario durante las fases El Bosque y La Selva. La mayoría de los pueblos indígenas que habitaron el actual territorio costarricense tenían el concepto de que las personas poseían un alma, de modo que al morir, esta retornaba a su lugar de origen, junto a sus parientes, razón por la cual debía llevarse a cabo una serie de acciones que involucraban tanto a los deudos como a los especialistas, de modo que el ritual se realizase adecuadamente.
Por reconstrucción etnográfica, se ha determinado que en el Caribe Central de Costa Rica, entre el 300 a. C. y el 800 d. C., existieron dos tipos de enterramientos: el enterramiento primario, en el que el difunto era sepultado sin alterar sus partes, manteniendo una posición anatómica, y el enterramiento secundario, donde se dejaba que el cuerpo del fallecido perdiese los tejidos blandos, de modo que luego los huesos eran recogidos y reacomodados en la tumba en diferentes posiciones. En este caso, el difunto era envuelto en mantas y llevado a un lugar apartado de la montaña, donde se le colocaba en un encierro hecho de palmas. Allí, la carne se descomponía, luego de lo cual los huesos se preparaban y eran enterrados por los miembros del clan.

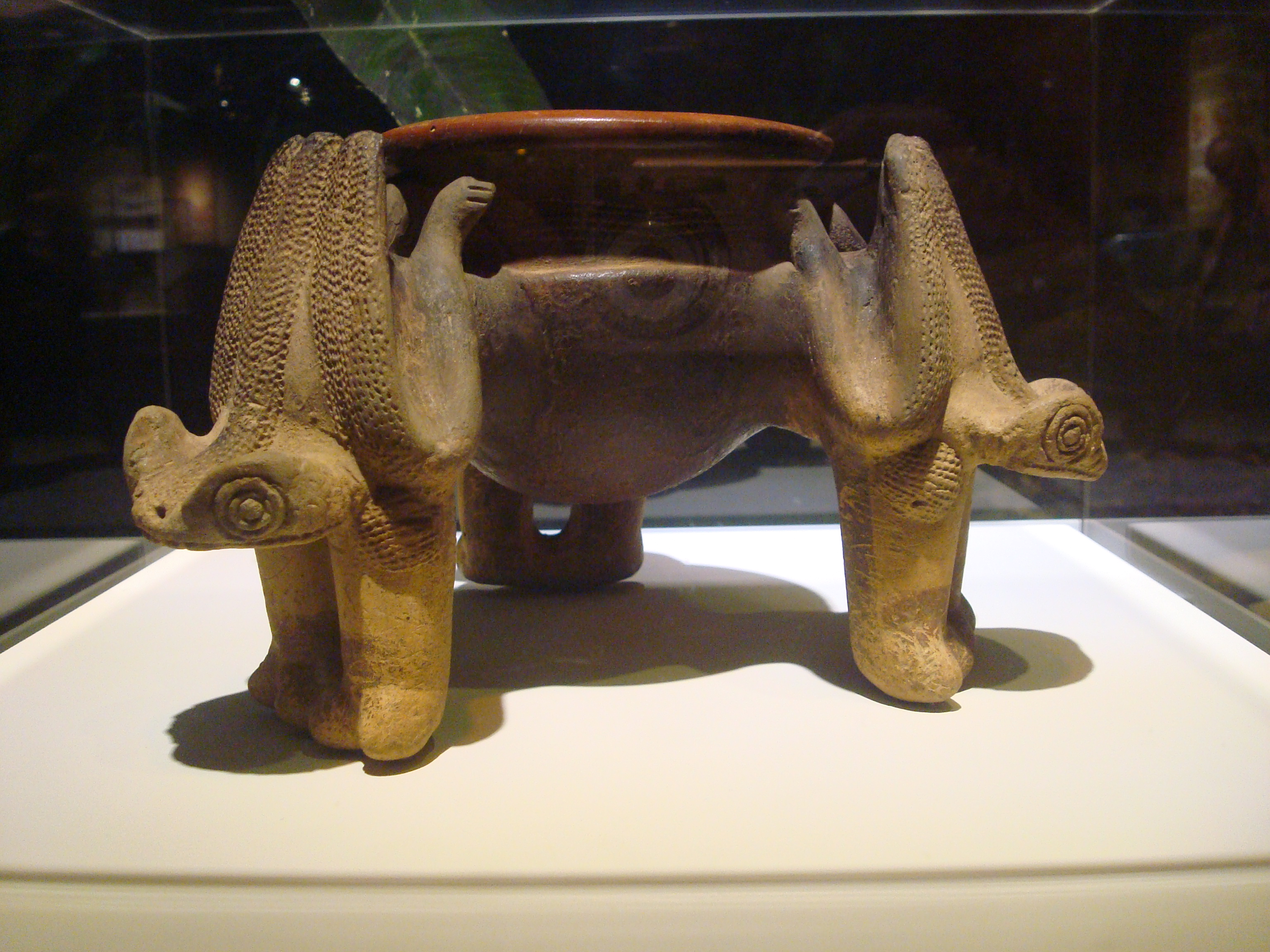
Jarrón trípode Ticabán de la Región Central de Costa Rica, fase El Bosque (300 a. C. a 300 d. C.), con motivo de sapo.

El ritual funerario consistía en tres etapas:
- la preparación del cuerpo, que era ejecutada por varios especialistas: los enterradores (óköpa, en el idioma bribri), que eran los únicos que podían tocar el cadáver e ingresar al área donde se depositaba el mismo;[24] luego estaban los jtsöL o cantores funerarios, y finalmente los maestros de ceremonias, que organizaban los pormenores del evento.

- la confección de la fosa funeraria, cuya parte más importante desde el punto de vista ritual era la cobertura de la misma. Aunque con pequeñas variantes, el patrón común era el acumulamiento de los materiales cerámicos y líticos, normalmente fragmentados, lo que antropológicamente se conoce como «matado ceremonial».[24] La fragmentación es una acción simbólica que anula la acción de dichos objetos y es una metáfora de la muerte, pues al separar los soportes, la vasija no puede sostenerse, al agujerear el jarrón, no puede contener o almacenar, etc. Previo a la fragmentación, el jarrón era utilizado en el calentamiento y consumo de bebidas rituales como la chicha y el chocolate.[18]

- La inhumación, o colocación del cuerpo en la fosa. El ritual de enterramiento del cuerpo incluía la preparación de alimentos para el alma del difunto, labor a cargo de una mujer con cargo ritual, la tsiru'óköb, que se encargaba de la cocción de los alimentos durante el proceso de preparación del cuerpo. Los alimentos eran consumidos en el lugar de la sepultura, así como otros eran usados como ofrendas.[25]

Los jarrones trípodes formaron parte de los rituales funerarios como parte de las actividades de consumo de alimentos y posteriormente cesaban su función en el matado ceremonial.

## Temática
El aspecto más sobresaliente de los jarrones trípodes del Caribe Central de Costa Rica es la temática representada en los adornos de los soportes. En el caso de los trípodes Ticabán, los animales son tema predominante, elaborados de forma realista. Otro tema frecuente son los animales con características antropomorfas. También se pueden observar diseños relacionados con la reproducción agrícola, con la presencia de representaciones de mujeres con niños y animales dispersores de semillas, propios del ambiente tropical del Caribe costarricense.
El animal más frecuentemente representado en los jarrones Ticabán es la martilla, donde se enfatiza la cola larga y las patas delanteras grandes y robustas. También son frecuentes los tucanes y trogones, los cuales son tan realistas que en algunas ocasiones es posible identificarlos por especie. Se observan aves rapaces como lechuzas y búhos. En el caso de las aves, su presencia parece estar relacionada con curanderos y chamanes, identificándose los sonidos nocturnos de estas aves con los cantos rituales de estos especialistas, que se realizaban durante las noches.
El zopilote es uno de los temas simbólicamente relacionados con la muerte y el ritual funerario. Este tema es cada vez más frecuente hacia el final de la fase El Bosque, donde la presencia del culto a la muerte se fortalece y aumenta la presencia de imágenes de cabezas humanas sobre las que se posan aves carroñeras, representando rostros de personajes fallecidos. El culto a la muerte completa el círculo temático donde la fertilidad, símbolo de la reproducción, se contrapone simbólicamente a la muerte.
En el caso de los jarrones África de la fase La Selva, predomina la presencia humana, con ampliación del tema de la muerte, consecuencia de las necesidades de la clase dirigente de manifestar su predominio sobre el resto de la sociedad, mediante la captura y muerte de prisioneros. Los jarrones África son reflejo de una sociedad con una clara jerarquía social, que habitaban aldeas más extensas y complejas, sobre las cuales la élite necesitaba tener control y demostrar su poder, por lo que el tema de la muerte es más explícito. Es por eso que en estos jarrones se observan figuras de cautivos con las manos atadas, cuerpos descarnados y aves carroñeras que se posan sobre sus cabezas, así como representaciones de cuerpos decapitados y atados.
También se representan personajes con ricos y elaborados ornamentos en sus cabezas, así como adornos corporales como pulseras y collares, o bien, músicos y danzantes, todos estos símbolos de especialistas ritualmente importantes. Personajes con rostros solemnes, en posición semiacuclillada y manos sobre las rodillas, que portan máscaras con rostros de animales (martilla, cocodrilo), e incluso humanos que se transforman en animales, representan chamanes y curanderos en actos de contemplación, meditación o realizando rituales mágicos.
En los temas con animales, predomina la serpiente como motivo iconográfico, ya sea como animal individual o formando parte de la ornamentación de los personajes. En la mitología bribri, las serpientes se encuentran vinculadas con los malos actos y son portadoras de castigos. Atacan al alma del difunto durante su viaje al reino de la muerte, pero los animales que fueron consumidos durante el ritual funerario hacen las veces de defensores, de allí la importancia del consumo de estos alimentos durante la festividad funeraria.
Entre las aves, predomina claramente el zopilote por sobre todas las demás, generalmente solo o sobre una cabeza humana. Otros animales que pueden observarse con los tucanes, loros, sapos, armadillos y saurios, estos últimos personificados artísticamente con estilización de la cresta. Los lagartos, en la mitología bribri, están asociados con la muerte, mientras que las iguanas, en las historias, son las que tocan los tambores en las ceremonias fúnebres, y por eso su piel era utilizada para manufacturar dichos instrumentos.

## Otras fuentes
- Entre entierros y rituales: los jarrones trípodes del Caribe Central de Costa Rica. Exhibición temporal del Museo del Oro Precolombino de San José de Costa Rica.